# 모드 X
모드 X(Mode X)는 마이클 애브라시가 대중화한 IBM VGA 그래픽 하드웨어의 대체 256색 그래픽 디스플레이 모드이다. 모드 X의 주요 장점은 정사각형 픽셀을 갖는다는 것이다. 즉, 표준 VGA 모드 13h(320×200) 대신 320×240의 해상도를 갖는다. 일반적으로 MS-DOS 시스템 호출을 통해 모드 13h에 들어간 다음 VGA 레지스터를 통해 해상도를 조정하면 활성화된다. 이는 1991년 7월 Dr. Dobb's Journal에 처음 출판되었으며 애브라시의 그래픽 프로그래밍 블랙 북(현재 온라인에서 무료로 이용 가능)의 47-49장에 다시 출판되었다. "모드 X"라는 용어는 애브라시에 의해 만들어졌다.
또한 애브라시는 VGA의 평면 메모리 모드("언체인 모드")를 활성화했다. 평면 메모리 모드는 VGA 표준의 문서화된 부분이고 초기 상용 게임에서 사용되었지만 모드 X 기사에서 처음으로 널리 공개되어 많은 프로그래머가 모드 X와 평면 메모리를 동의어로 간주하게 되었다. 유즈넷 rec.games.programmer 그룹에서는 모드 Y로 알려진 표준 320×200 모드에서 평면 메모리를 활성화하는 것이 가능하다.
평면 메모리 배열은 픽셀을 수평으로 4개의 그룹으로 나눈다. 비디오 메모리의 특정 바이트에 대해 활성화된 평면에 따라 화면의 4개 픽셀에 액세스할 수 있다. 이는 프로그래머에게는 더 복잡하지만 이 배열을 통해 얻은 이점(주로 하나 이상의 디스플레이 버퍼에 대해 1/4(64KB)만 사용하는 대신 256KB의 VGA 메모리 전체를 사용할 수 있는 기능)은 가치 있는 것으로 간주되었다.